# Заза Кеделашвілі
Заза Кеделашвілі (груз. ზაზა კედელაშვილი; нар. 12 листопада 1983) — колишній грузинський дзюдоїст.
Тричі поспіль чемпіон Європи у ваговій категорії до 66 кг (2006, 2007, 2008). Колишній депутат парламенту Грузії (2012—2020).